# Kent
Kent este un comitat ceremonial al Angliei, precum și un comitat ne-metropolitan situat în sud-estul Angliei.
El se învecinează cu comitatele Londra la nord-vest, Surrey la vest, East Sussex la sud-vest și în estuarul Tamisei cu județul Essex. Reședința comitatului este Maidstone.
Catedrala Canterbury din Kent este sediul arhiepiscopului de Canterbury, conducătorul spiritual al Bisericii Angliei, încă de la începuturile creștinării Angliei de către Sfântul Augustin din Canterbury în secolul al VI-lea.
Între Londra și strâmtoarea Dover, care o separă de Europa continentală, Kent a fost martor multor evenimente diplomatice și militare, printre care „Bătălia Angliei” (sau „Bătălia Marii Britanii”) în al doilea război mondial, precum și negocierile de pace de la Castelul Leeds din anii 1978 și 2004.
În cursul unei lungi perioade din istoria ei, Anglia s-a bazat pe porturile și șantierele navale din Kent ca să-și asigure suficiente nave de război. Deosebit de însemnate din acest punct de vedere au fost Cinque Points în secolele al XII-lea și al XIV-lea, precum și docurile Chatham în veacurile al XVI-lea- al XX-lea.
În zile cu timp frumos, de pe coasta dintre Folkestone și Stâncile albe de la Dover se poate vedea de aici litoralul Franței.  Dealuri ca cele de la North Downs și Greensand Ridge se întind de-a lungul comitatului, iar în șirul de văi dintre ele și înspre sud se înalță ce mai mare parte din cele 26 de castele din comitat.
Din cauza relativei abundențe în livezi de pomi fructiferi și de hamei, Kent este supranumit „Grădina Angliei”.  În acest domeniu, comitatul are concurenți în comitatele North Yorkshire, Devon, Derbyshire și Goucestershire, care la concurs organizat de canalul de televiziune UKTV Style Gardens channel, s-au situat pe primele patru locuri inaintea Kentului.
 The title was defended in 2006 when a survey of beautiful counties by the UKTV Style Gardens channel put Kent in fifth place, behind North Yorkshire, Devon, Derbyshire and Gloucestershire.
Economia comitatului este foarte diversificată. Principalele ramuri economice sunt construcțiile, logistica și turismul. 
Industriile majore din nord-vest cuprind ramuri ale materialelor prefabricate pentru construcții, ale tiparului și ale cercetării științifice. 
Mineritul cărbunelui a jucat și el un rol important în moștenirea industrială a regiunii.
Părți semnificative din Kent se află în interiorul „centurii navetelor” spre Londra și ponderea conexiunilor de transport cu capitala și cu Europa fac din Kent un comitat cu venituri înalte.
28% din suprafața comitatului este ocupată de doua arii naturale de o extraordinară frumusețe:
North Downs și The High Weald.

## Istoric
Zona a fost ocupata inca din epoca paleolitica, așa cum este atestat de descoperirile din carierele de la Swanscombe. Megalitii Medway au fost construiti în epoca neolitică. Există o secvență bogată din Epoca bronzului, Epoca fierului, și  Epoca romană, așa cum este indicat de descoperiri și caracteristici, cum ar fi cupa de aur Ringlemere și vilele romane din vaile Darent. [4]
Numele modern al Kent-ului este derivat din cuvântul Brythonic Cantus însemnând "cadru" sau "frontieră". Aceasta descrie partea de est a județului curent , aratand ca un teren de frontieră sau un cartier de coastă. Julius Caesar a descris zona ca si Cantium, sau casa de la Cantiaci în 51 î.H [5] Vestul extrem al județului modern a fost, până la data Angliei , ocupata de triburi romane din epoca fierului, cunoscute sub numele de Regnenses.
East Kent a devenit regat în timpul secolului al 5-lea [6] și a fost cunoscut sub numele de Cantia de la aproximativ 730 și înregistrate ca Cent în 835. Primii locuitori ai erei medievale din județ au fost cunoscuti sub numele de Cantwara, sau oamenii din Kent. Aceste persoane au considerat orașul Canterbury drept capitala regatului lor. [7]
În 597, Papa Grigorie I , numit misionarul religios (dupa  moartea lui Saint Augustin de Canterbury), ca primul Arhiepiscop de Canterbury. În anul anterior, Augustin convertise cu succes regele pagan Ethelbert de Kent la creștinism. Dioceza de Canterbury a devenit prima Vedere Episcopala a Marii Britanii. Cu prima catedrala , Marea Britanie a rămas in centrul creștinismului . [8] Cel de al doilea desemnat al Catedralei Engleze a fost în Kent, la Catedrala Rochester. [9]
În secolul al 11-lea, oamenii din Kent au adoptat deviza Invicta, care înseamnă "neînvinsă". Rezistența locuitorilor din Kent împotriva dinastiei normande a dus la desemnarea Kent-ului ca un comitat palatin semi-autonom în 1067. Sub conducerea nominală a lui William de Normandia si a fratelui sau vitreg Odo de Bayeux, comitatul a obținut puteri similare ("palatine") cu cele acordate în zonele limitrofe Țării Galilor și Scoției. [10]
În epoca modernă medievală și timpurie, Kent a jucat un rol major în mai multe rebeliuni din Anglia .Cele mai notabile, inclusiv Răscoala Țărănească din 1381, condusă de Wat Tyler, [11] rebeliunea Kent-ului condusă de Jack Cade in 1450, și Rebeliunea lui Wyatt din 1554 împotriva Reginei Maria I .
Royal Navy a folosit pentru prima data râul Medway în 1547. Pe timpul domniei Elisabetei I (1558-1603) un mic șantier naval a fost stabilit la Chatham. In 1618 , magazine, un doc , și case de oficiali au fost construite în aval de Chatham. 
Până în secolul al 17-lea, tensiunile dintre Marea Britanie și puterile Olandei și Franței au dus la creșterea militară construibila din județ. Forturi au fost construite de-a lungul coastei în urma unui raid pe Medway, un atac de succes efectuat de marina olandeză privind șantierele navale ale orașelor Medway-ului în 1667. [14]
Secolul 18 a fost dominat de războaie cu Franța, în timpul căreia Medway a devenit baza principală pentru o flotă care  putea acționa de-a lungul coastelor olandeze și franceze. În cazul în care teatrul de operare mutat la Atlantic, acest rol care a fost asumat de Portsmouth și Plymouth, cu Chatham concentrându-se asupra construcțiilor și reparațiilor navale. Ca o indicație de importanță militară a zonei, prima hartă Ordnance Survey trase vreodată a fost o hartă de un inch , publicata în 1801. [15] Multe dintre clădirile navale georgiene sunt încă în picioare.
La începutul secolului al 19-lea, contrabandiștii au fost foarte activi pe coasta Kent. Bande cum ar fi The Aldington Gang au adus băuturi spirtoase, tutun și sare la județ . Au importat produse, cum ar fi lâna , în Franța. [16]
În 1889, județul Londra a fost creat și localitățile Deptford, Greenwich, Woolwich, Lee, Eltham, Charlton, Kidbrooke și Lewisham au fost transferate din Kent ,iar in 1900 a fost câștigată zona Penge. Unele dintre partile Kent-ului sunt invecinate cu expansiunea Greater London, în special părțile din Dartford.
In al doilea război mondial, o mare parte din Bătălia Angliei a fost purtata pe cerul județului. Între iunie 1944 și martie 1945, peste 10.000 de bombe zburătoare V1 sau "Doodlebugs", au fost trase spre Londra de la baze din nordul Franței. Deși mulțe au fost distruse de avioane, tunuri antiaeriene și baloane de baraj, atât Londra cat și Kent au fost lovite cu aproximativ 2.500 dintre aceste bombe.
După război, granițele Kent-ului s-au schimbat de mai multe ori. În 1965 au fost create cartierele din Bromley si Bexley unde au fost construite noua blocuri diferite . [17] [18] În 1998, Rochester, Chatham, Gillingham, si Rainham au părăsit județul administrativ Kent, pentru a forma Autoritatea Unitară Medway. În timpul acestei reorganizari, printr-o supraveghere administrativă "aparentă", orașul Rochester a pierdut statutul de oraș oficial. [19].

## Geografie
Kent se află în colțul de sud-est al Angliei. Se învecinează cu râul Tamisa și Marea Nordului la nord, Strâmtoarea Dover și Canalul Mânecii la sud. Franța este cu 34 km dupa strâmtoare. [22]
Caracteristicile geografice majore ale judetului sunt determinate de o serie de creste și văi care rulează est-vestul pe teritoriul județului. Acestea sunt rezultatele de eroziune a cupolei care se intinde peste Kent și Sussex . A fost creata prin mișcări alpine în urmă cu 10-20 milioane de ani. Aceasta cupola constă intr-un strat superior de cretă din straturi succesive de glauconitic superior, clei, glauconitic inferior, clei și gresia. Crestele și văile formate din lutul expus la soare erodeaza mai rapid decât cel expus cretei, glauconiticii sau gresiei.
Sevenoaks, Maidstone, Ashford si Folkestone sunt construite pe glauconitic, [23] în timp ce Ditton, Tonbridge și Tunbridge Wells sunt construite pe gresie. [24] Dartford, Gravesend, orașele Medway, Sittingbourne, Faversham, Canterbury, Deal și Dover sunt construite pe cretă. [23] [24] Secțiunea de est a cupolei Wealden a fost erodata de mare și stânci, cum ar fi stancile albe din Dover.  
Cupola este o structură mezozoica culcata pe o fundație paleozoica, care poate crea adesea condiții adecvate pentru formarea de cărbune. Aceasta se găsește în East Kent aproximativ între Deal, Canterbury și Dover. Măsurile de cărbune din cadrul gresiei sunt profunde cu privire la 250-400 m și în funcție de inundații. Ele apar în două jgheaburi majore, care se extind sub Canalul Manecii, unde se află bazinele similare. [26]
Activitatea seismică a fost ocazional înregistrata în Kent, deși epicentrele au fost largi. În 1382 și 1580 au existat două cutremure care au depășit 6,0 grade pe scara Richter. În 1776, 1950 și pe 28 aprilie 2007 s-au inregistrat cutremure de aproximativ 4.3 grade pe scara Richter. Cutremurul din 2007 a provocat pagube fizice in Folkestone. [27] Un alt cutremur de pe 22 mai 2015 a măsurat 4,2 grade pe scara Richter. [28] Epicentrul a fost în zona Sandwich de est , la o adâncime de vreo zece mile de la suprafață. Există puține, dacă orice daune sunt raportate in Kent .
Zona de coastă a Kent-ului este în continuă schimbare, ca urmare a ridicării tectonice și a eroziunii costiere. Insula Thanet a fost o insulă, separate de canalul Wantsum, format în jurul unui depozit de cretă;de -a lungul timpului, canalele s-au colmatat cu aluviuni. În mod similar Romney Marsh și Dungeness au fost formate prin acumularea de aluviuni. [24]
Râul principal al Kent-ului, râul Medway, se ridica aproape de East Grinstead în Sussex și curge spre est la Maidstone. Aici se intoarce spre nord și face pauze prin North Downs , la Rochester, apoi se alătură gurii de vărsare a râului Tamisa ca afluentul său final sa fie în apropierea Sheerness-ului. Medway are aproximativ 112 km lungime. [29] [30]Fluviul este ingust în blocarea Allington, dar mai înainte, navele care transportau marfă au ajuns până în amonte. [29] Medway a "capturat" apele altor râuri, cum ar fi râul Darent. Alte râuri din Kent includ râul Stour în est .

## Orașe din cadrul districtului
- Ashford
- Broadstairs
- Canterbury
- Dartford
- Deal
- Dover
- Edenbridge
- Faversham
- Folkestone
- Fordwich
- Gillingham
- Gravesend
- Herne Bay
- Hythe
- Lydd
- Maidstone
- Margate
- New Romney
- Paddock Wood
- Queenborough
- Ramsgate
- Rochester
- Sandwich
- Sevenoaks
- Sheerness
- Sittingbourne
- Snodland
- Southborough
- Strood
- Swanley
- Tenterden
- Tonbridge
- Tunbridge Wells
- Walmer
- West Malling
- Westerham
- Whitstable

## Alte localități
- Bishopsbourne

## Climat
Kent este una dintre cele mai calde părți din Marea Britanie. La 10 august 2003, în catunul din Brogdale ,aproape de Faversham , temperatura a atins 38,5 ° C,cea mai ridicata temperatura inregistrata vreodata in Marea Britanie. [20]
| Climat pentru Wye, Anglia (1981–2010) | Climat pentru Wye, Anglia (1981–2010) | Climat pentru Wye, Anglia (1981–2010) | Climat pentru Wye, Anglia (1981–2010) | Climat pentru Wye, Anglia (1981–2010) | Climat pentru Wye, Anglia (1981–2010) | Climat pentru Wye, Anglia (1981–2010) | Climat pentru Wye, Anglia (1981–2010) | Climat pentru Wye, Anglia (1981–2010) | Climat pentru Wye, Anglia (1981–2010) | Climat pentru Wye, Anglia (1981–2010) | Climat pentru Wye, Anglia (1981–2010) | Climat pentru Wye, Anglia (1981–2010) | Climat pentru Wye, Anglia (1981–2010) |
| Luna                                  | Ian                                   | Feb                                   | Mar                                   | Apr                                   | Mai                                   | Iun                                   | Iul                                   | Aug                                   | Sep                                   | Oct                                   | Nov                                   | Dec                                   | An                                    |
| ------------------------------------- | ------------------------------------- | ------------------------------------- | ------------------------------------- | ------------------------------------- | ------------------------------------- | ------------------------------------- | ------------------------------------- | ------------------------------------- | ------------------------------------- | ------------------------------------- | ------------------------------------- | ------------------------------------- | ------------------------------------- |
| Medie ridicata°C                      | 7.4 (45.3)                            | 7.4 (45.3)                            | 10.3 (50.5)                           | 12.9 (55.2)                           | 16.3 (61.3)                           | 19.3 (66.7)                           | 21.8 (71.2)                           | 21.9 (71.4)                           | 18.8 (65.8)                           | 14.8 (58.6)                           | 10.7 (51.3)                           | 7.8 (46)                              | 14.1 (57.4)                           |
| Medie zilnica°C                       | 4.5 (40.1)                            | 4.4 (39.9)                            | 6.7 (44.1)                            | 8.7 (47.7)                            | 12.0 (53.6)                           | 14.7 (58.5)                           | 17.2 (63)                             | 17.2 (63)                             | 14.6 (58.3)                           | 11.2 (52.2)                           | 7.5 (45.5)                            | 5.0 (41)                              | 10.3 (50.5)                           |
| Medie scazuta°C                       | 1.7 (35.1)                            | 1.5 (34.7)                            | 3.1 (37.6)                            | 4.6 (40.3)                            | 7.7 (45.9)                            | 10.2 (50.4)                           | 12.6 (54.7)                           | 12.5 (54.5)                           | 10.5 (50.9)                           | 7.7 (45.9)                            | 4.3 (39.7)                            | 2.3 (36.1)                            | 6.6 (43.9)                            |
| Precipitatii medii mm                 | 71.4 (2.811)                          | 50.3 (1.98)                           | 48.9 (1.925)                          | 49.1 (1.933)                          | 50.7 (1.996)                          | 48.8 (1.921)                          | 48.2 (1.898)                          | 61.8 (2.433)                          | 55.1 (2.169)                          | 93.0 (3.661)                          | 83.5 (3.287)                          | 80.3 (3.161)                          | 741.1 (29.177)                        |
| Media zilelor ploioase                | 12.7                                  | 9.6                                   | 9.5                                   | 9.0                                   | 9.2                                   | 7.9                                   | 7.7                                   | 7.4                                   | 8.1                                   | 12.1                                  | 12.0                                  | 12.2                                  | 117.4                                 |
| Media orelor cu soare pe luna         | 59.6                                  | 79.6                                  | 115.3                                 | 174.1                                 | 205.2                                 | 200.1                                 | 213.7                                 | 210.3                                 | 152.2                                 | 118.2                                 | 71.9                                  | 49.8                                  | 1,649.9                               |

## Demografie
La recensământul din 2011, [31] Kent, inclusiv Medway, a avut 1,727,665 de locuitori ( dintre care 18,0% in Medway); a avut 711,847 gospodării ( dintre care 17,5%  in Medway) și a avut 743,436 locuințe ( dintre care 14,8% in Medway). 
Tabelele de mai jos furnizează statistici pentru structura administrativă a județului Kent , cu exceptia Medway-ului .
| Unit                                              | Solicitantii JSA si ajutorul social (august 2012) | Solicitantii JSA si ajutorul social (august 2001) | Populatie (aprilie 2011) | % Din populația stabilă Kent 2011 ( populația din 2001 dacă este cazul) |  |  | 3.8% | 6.7% | - |
| Borough of Swale                                  | 4.8%                                              | 7.5%                                              | 135,835                  |                                                                         |  |  |      |      |   |
| Borough of Tunbridge Wells                        | 2.2%                                              | 5.1%                                              | 115,049                  |                                                                         |  |  |      |      |   |
| Kent                                              | 55,100                                            | 89,470                                            | 1,463,740                |                                                                         |  |  |      |      |   |
| Districtul Sevenoaks                              | 2.3%                                              | 4.3%                                              | 114,893                  |                                                                         |  |  |      |      |   |
| Districtul Shepway                                | 4.9%                                              | 8.9%                                              | 107,969                  |                                                                         |  |  |      |      |   |
| Districtul Thanet                                 | 6.5%                                              | 11.3%                                             | 134,186                  |                                                                         |  |  |      |      |   |
| Cele mai inalte trei districte ( ca pozitionare ) |                                                   |                                                   |                          |                                                                         |  |  |      |      |   |
| Cele mai scunde trei districte ( ca pozitionare ) |                                                   |                                                   |                          |                                                                         |  |  |      |      |   |
| Districtul Tonbridge si Malling                   | 2.5%                                              | 4.4%                                              | 120,805                  |                                                                         |  |  |      |      |   |

| Cupluri casatorite cu/fara copii | Ocupanti unici                                       | Cupluri necasatorite cu/fara copii | Parinti singuri | Case si institutii comune |
| -------------------------------- | ---------------------------------------------------- | ---------------------------------- | --------------- | ------------------------- |
| 210,671                          | 174,331 dintre care 79,310 peste varsta de 65 de ani | 63,750                             | 60,645          | 77,877                    |